# Chauliodus dentatus
Chauliodus dentatus är en fiskart som beskrevs av Garman, 1899. Chauliodus dentatus ingår i släktet Chauliodus och familjen Stomiidae. Inga underarter finns listade i Catalogue of Life.